# ویلبر هیگبی
ویلبر هیگبی (انگلیسی: Wilbur Higby؛ ‏ ۲۱ اوت ۱۸۶۷ – ۱ دسامبر ۱۹۳۴) بازیگر اهل ایالات متحده آمریکا بود.
از فیلم‌هایی که وی در آن‌ها نقش داشته‌است، می‌توان به اعترافات یک ملکه و سوزی پاک‌دل اشاره نمود.